# Дорога до Льодовитого океану
69°01′25″ пн. ш. 29°05′04″ сх. д. / 69.023731° пн. ш. 29.084561° сх. д.

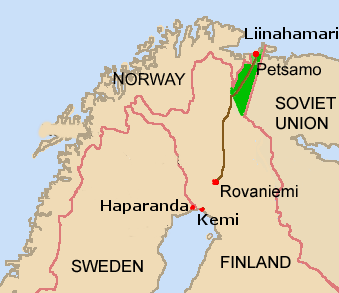
Дорога до Льодовитого океану на мапі. Петсамо позначено зеленим

Дорога до Льодовитого океану (фін. Jäämerentie, швед. Ishavsvägen, нім. Eismeerstraße) — історична автострада завдовжки 531 км в Лапландії, Фінляндія, сполучало місто Рованіемі з портом Ліїнахамарі на Печензькій затоці Баренцового моря. Була відкрита в 1931 році і була першою автострадою в світі що досягла Північний Льодовитий океан

## Історія
Автострада до Льодовитого океану була в основному побудована маршрутом дороги 16 століття Фіннмарцький шлях, що сполучав фінську Лапландію з округом Фіннмарк, Норвегія. Дорога до Івало була закінчена в 1913 році, а будівництво нової дороги до Петсамо було розпочато в 1916 році за указом російського імператора Миколи II. Після проголошення незалежності Фінляндії в 1917 році старі вузькі проїзди були розширені до ширини 5 метрів, а нове шосе до Петсамо було нарешті відкрито на всьому протязі в 1931 році. В 1930-х трафік автострадою стрімко зростає, по відкриттю нікелевих рудників у Петсамо. Ліїнахамарі незабаром став одним з найбільших портів Фінляндії. Це був єдиний цілорічно незамерзаючий порт у Фінляндії
В 1940—1941 автострада до Північного Льодовитого океану має життєво важливе значення для Фінляндії, а також відіграє важливу роль для Швеції, так як Балтійське море контролювалося Третім Райхом і СРСР. У період з осені 1940 року до літа 1941 року понад 4000 чоловіків та 1600 вантажівок скористалися
автострадою. З них 400 шведських вантажівок. Чисельність працівників що обслуговували автостраду — 1000 механіків та 1400 робітників.
На початку червня 1941 року німці ввели свої війська до Фінляндії. Порт Ліїнахамарі був заблокований 14 червня британським флотом, але німці зуміли перекинути 40 000 вояків до Лапландії, автострадою до Північного Льодовитого океану, за для участі у операції «Барбаросса». Восени 1944 року шосе було використано відступаючими німецькими військами
Після війни район Петсамо відійшов до СРСР і Фінляндія більше не має виходу до Північного Льодовитого океану. Відбулась зміна маршруту автостради до Льодовитого океану що стала частиною нової національної дороги 4. Замість Петсамо автострада прямує до Утсйоки і норвезького кордону на західній стороні озера Інарі.